# Liste des gouvernements régionaux allemands
Cette page recense les listes des gouvernements régionaux (landesregierungen) des seize Länder d'Allemagne. Pour les six Länder issus de la Réunification allemande, les listes ne démarrent qu'en 1990.
Pour le Bade-Wurtemberg, la liste ne commence qu'en 1952 car ce Land est issu de la fusion de trois Länder qui eut lieu cette année-là.

## Listes
- Liste des gouvernements régionaux du Bade-Wurtemberg
- Liste des gouvernements d'État de Bavière
- Liste des gouvernements régionaux de Hesse
- Liste des gouvernements régionaux de Rhénanie-Palatinat
- Liste des gouvernements régionaux de Sarre
- Liste des gouvernements régionaux de Thuringe